# RD Slovan Ljubljana
Der Rokometno društvo Slovan Ljubljana ist ein slowenischer Handballverein aus Ljubljana. Die Handballmannschaft tritt mit dem Sponsorenzusatz RD LL Grosist Slovan an. Ein früherer Name war Kolinska Slovan.

## Geschichte
Der Verein wurde im Jahr 1949 gegründet und bot in der Anfangszeit die Sportarten Fußball, Handball, Boxen, Tischtennis und Basketball an. Im Jahr 1958 wurde die Sporthalle Kodeljevo errichtet.
Größter Erfolg der Vereinsgeschichte war in Jugoslawien der Gewinn der nationalen Meisterschaft in der Saison 1979/80 unter Trainer Leopold Jeras. Bei der folgenden Teilnahme am Europapokal der Landesmeister 1980/81 besiegte die Mannschaft um Vlado und Miha Bojovič, Marjan Gorišek, Stojan Šumej, Peter Mahne, Matjaž Tominec, Vili Ban, Vlado Brglez und Radivoje Krivokapić Steaua Bukarest, den FC Barcelona und ZSKA Moskau. Erst in den Finalspielen unterlag das Team von Trainer Jože Šilc dem SC Magdeburg mit 25:23 und 18:29.
Im unabhängigen Slowenien wurde Slovan in der ersten Saison 1991/92 Vizemeister. In den Jahren 1993 und 1996 erreichte man das Endspiel um den slowenischen Pokal. Nachdem die Mannschaft in die zweite slowenische Liga abgestiegen war, gelang 2013 der Wiederaufstieg. 2016 folgte der erneute Abstieg. Seit 2020 spielt Slovan wieder in der höchsten Liga Sloweniens. In der Saison 2024/25 wurde man erstmals slowenischer Meister und Pokalsieger unter Trainer Uroš Zorman.

## Bisherige Trainer
Tomo Zevnik (erster Trainer von Slovan), Janez Virk, Ivo Munetič, Janko Pernar, Mišo Toplak, Leopold Jeras, Jože Šilc, Antun Bašić, Matjaž Tominec, Aleš Praznik, Gregor Cvijič, Boris Denić, Borut Maček, Boštjan Ficko, Zoran Jovicič, Bojan Čotar, Aleš Repina, Boris Denić und seit 2024 Uroš Zorman.

## Bekannte Spieler
- Ilija Abutović
- Vili Ban
- Janko Božović
- Miha Bojovič
- Vlado Bojovič
- Vlado Brglez
- Ilija Brozović
- Uroš Bundalo
- Jure Dolenec
- Marjan Gorišek
- Jan Grebenc
- Gregor Krečič
- Radivoje Krivokapić
- Peter Mahne
- Jaka Malus
- Aljaž Panjtar
- Staš Slatinek Jovičič
- Stojan Šumej
- Matjaž Tominec
- Stefan Žabić